# Eugenio Recuenco

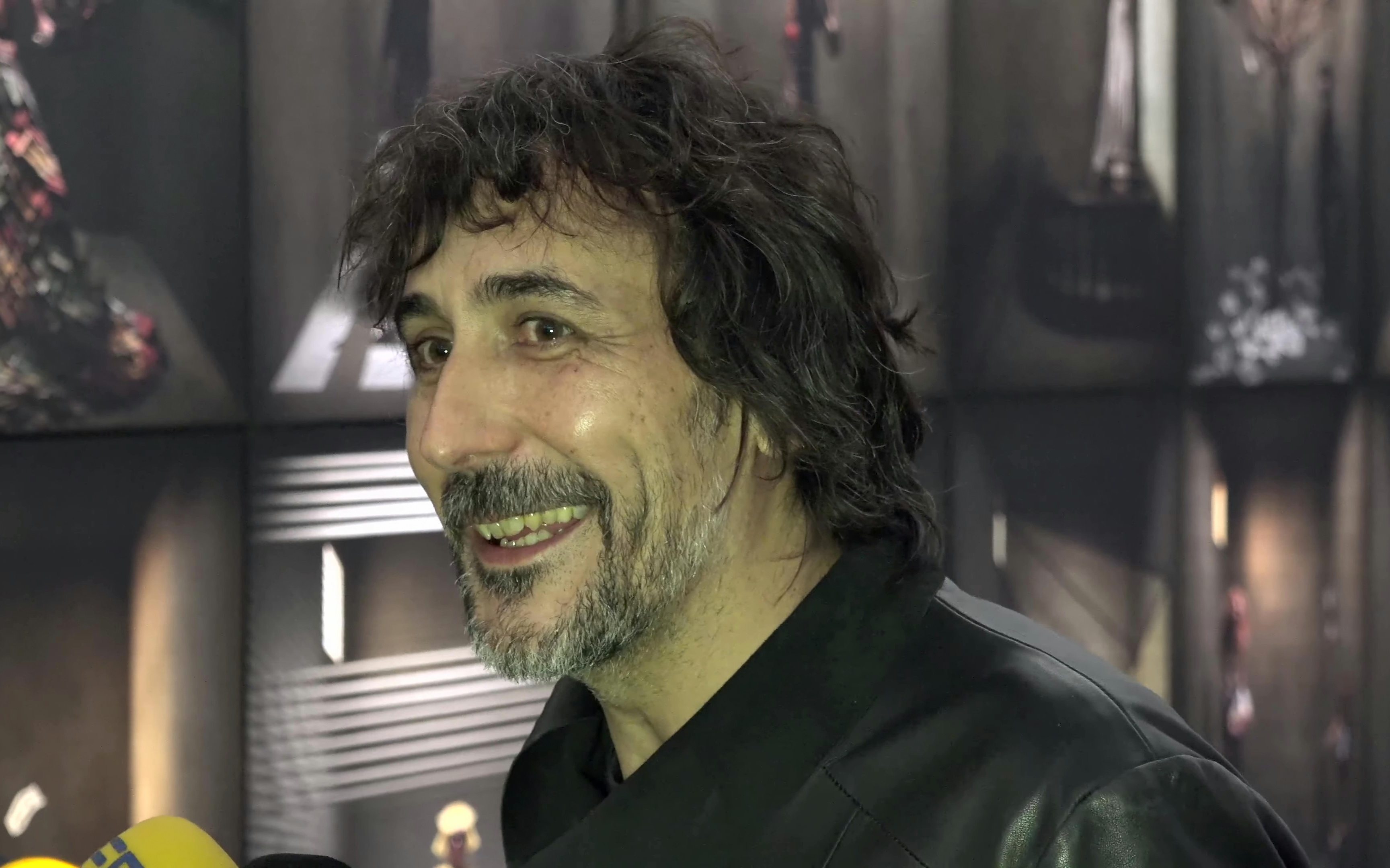
Eugenio Recuenco (2018).

Eugenio Recuenco - współczesny hiszpański fotograf. Jego fotografie stylistycznie nawiązują do malarskich dzieł takich mistrzów jak Goya, czy El Greco.
Na swoich fotografiach tworzy sceny z mistycznego świata. Odniósł wielkie sukcesy w fotografii mody i reklamowej dla największych światowych marek. Miał także wiele wystaw w największych hiszpańskich galeriach.
Został uhonorowany nagrodą ABC Photography Prize za "Concepcion, parto, juego y education" (2003) oraz jego "Playstation" zdobyło złote i brązowe Lwy na Festiwalu w Cannes w 2005 r.